# Germont
Germont est une commune française située dans le département des Ardennes, en région Grand Est.

## Géographie

### Localisation
Germont est située sur la route de Vouziers à Buzancy, entre Boult-aux-Bois, à l'ouest, et Harricourt à l'est. Avec Authe au nord.

### Communes limitrophes
Les communes limitrophes sont  Authe, Autruche, Belleville-et-Châtillon-sur-Bar, Boult-aux-Bois, Briquenay et Harricourt.
| Belleville-et-Châtillon-sur-Bar | Authe     | Autruche   |
| Boult-aux-Bois                  | Germont   | Harricourt |
|                                 | Briquenay |            |

### Hydrographie
La commune est traversée par la ligne de partage des eaux entre  les bassins hydrographiques Rhin-Meuse et Seine-Normandie. Elle est drainée par la Bar, le ruisseau de Laizonne, le ruisseau le Barosset et la Fosse de Quinguy,.
La Bar, d'une longueur de 62 km, prend sa source dans la commune de Harricourt et se jette  dans la Meuse à Dom-le-Mesnil, après avoir traversé 20 communes.

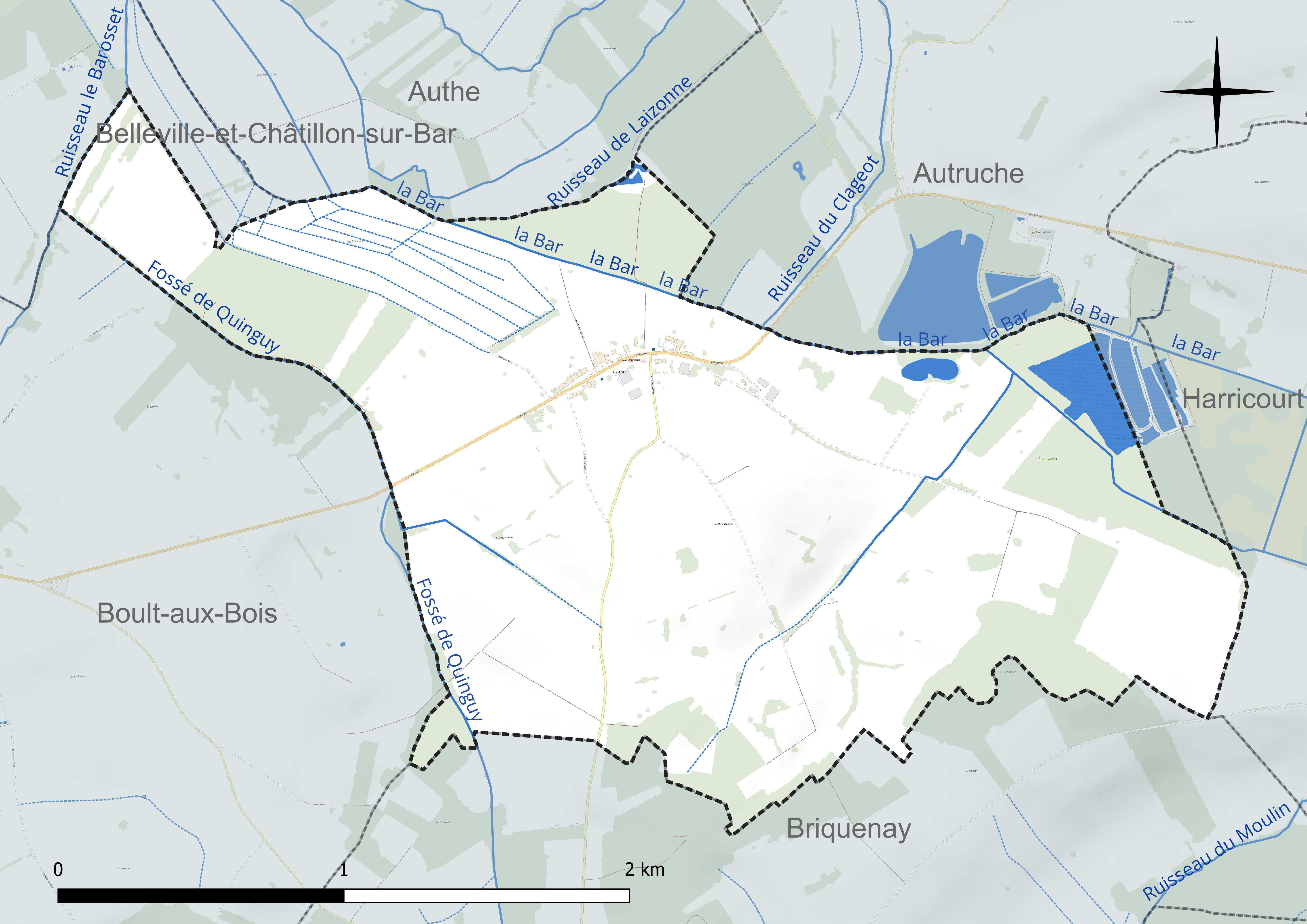
Réseau hydrographique de Germont.

### Climat
Pour des articles plus généraux, voir Climat du Grand Est et Climat des Ardennes.
En 2010, le climat de la commune est de type climat de montagne, selon une étude du Centre national de la recherche scientifique s'appuyant sur une série de données couvrant la période 1971-2000. En 2020, Météo-France publie une typologie des climats de la France métropolitaine dans laquelle la commune est exposée à un climat océanique altéré et est dans une zone de transition entre les régions climatiques « Nord-est du bassin Parisien » et « Lorraine, plateau de Langres, Morvan ».
Pour la période 1971-2000, la température annuelle moyenne est de 9,9 °C, avec une amplitude thermique annuelle de 15,8 °C. Le cumul annuel moyen de précipitations est de 897 mm, avec 13,4 jours de précipitations en janvier et 9,1 jours en juillet. Pour la période 1991-2020, la température moyenne annuelle observée sur la station météorologique de Météo-France la plus proche, « Buzancy_sapc », sur la commune de Buzancy à 6 km à vol d'oiseau, est de 10,9 °C et le cumul annuel moyen de précipitations est de 862,0 mm. 
La température maximale relevée sur cette station est de 40,7 °C, atteinte le 25 juillet 2019 ; la température minimale est de −15,8 °C, atteinte le 20 décembre 2009,,.
Les paramètres climatiques de la commune ont été estimés pour le milieu du siècle (2041-2070) selon différents scénarios d'émission de gaz à effet de serre à partir des nouvelles projections climatiques de référence DRIAS-2020. Ils sont consultables sur un site dédié publié par Météo-France en novembre 2022.

## Urbanisme

### Typologie
Au 1er janvier 2024, Germont est catégorisée commune rurale à habitat très dispersé, selon la nouvelle grille communale de densité à 7 niveaux définie par l'Insee en 2022.
Elle est située hors unité urbaine. Par ailleurs la commune fait partie de l'aire d'attraction de Vouziers, dont elle est une commune de la couronne,. Cette aire, qui regroupe 45 communes, est catégorisée dans les aires de moins de 50 000 habitants,.

### Occupation des sols

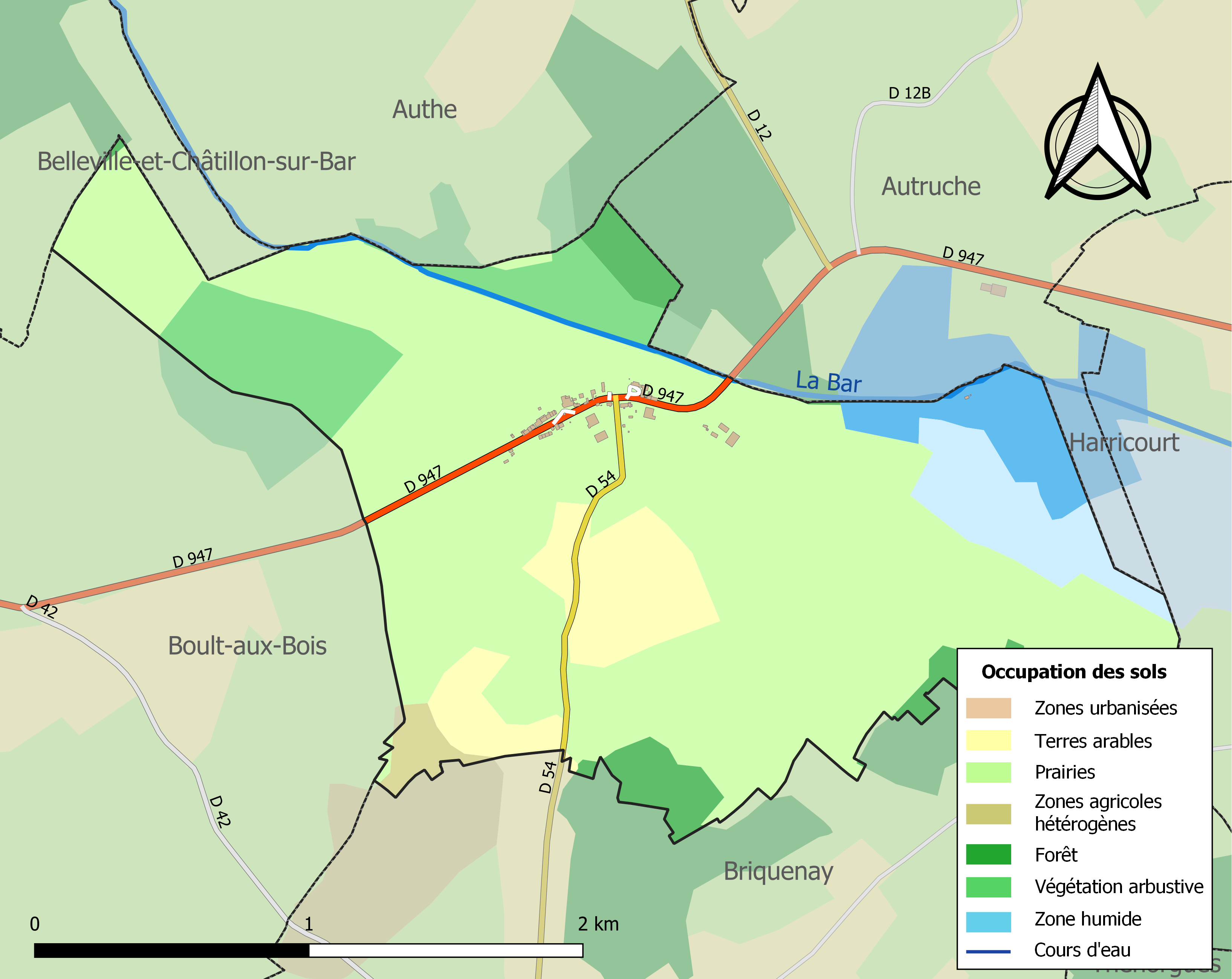
Carte des infrastructures et de l'occupation des sols de la commune en 2018 (CLC).

L'occupation des sols de la commune, telle qu'elle ressort de la base de données européenne d’occupation biophysique des sols Corine Land Cover (CLC), est marquée par l'importance des territoires agricoles (76,5 % en 2018), en augmentation par rapport à 1990 (75 %). La répartition détaillée en 2018 est la suivante :
prairies (67,6 %), terres arables (7,9 %), milieux à végétation arbustive et/ou herbacée (7,9 %), forêts (6,6 %), zones humides intérieures (5 %), eaux continentales (3,9 %), zones agricoles hétérogènes (1 %). L'évolution de l’occupation des sols de la commune et de ses infrastructures peut être observée sur les différentes représentations cartographiques du territoire : la carte de Cassini (XVIIIe siècle), la carte d'état-major (1820-1866) et les cartes ou photos aériennes de l'IGN pour la période actuelle (1950 à aujourd'hui).

### Habitat et logement
En 2020, le nombre total de logements dans la commune était de 25, alors qu'il était de 28 en 2015 et de 29 en 2010.
Parmi ces logements, 84 % étaient des résidences principales, 8 % des résidences secondaires et 8 % des logements vacants. Ces logements étaient pour 92 % d'entre eux des maisons individuelles et pour 8 % des appartements.
Le tableau ci-dessous présente la typologie des logements à Germont en 2020 en comparaison avec celle des Ardennes et de la France entière. Une caractéristique marquante du parc de logements est ainsi une proportion de résidences secondaires et logements occasionnels (8 %) supérieure à celle du département (3,5 %) mais inférieure à celle de la France entière (9,7 %). Concernant le statut d'occupation de ces logements, 81 % des habitants de la commune sont propriétaires de leur logement (90 % en 2015), contre 60,5 % pour les Ardennes et 57,5 pour la France entière.
| Typologie                                               | Germont | Ardennes | France entière |
| ------------------------------------------------------- | ------- | -------- | -------------- |
| Résidences principales (en %)                           | 84      | 84,8     | 82,1           |
| Résidences secondaires et logements occasionnels (en %) | 8       | 3,5      | 9,7            |
| Logements vacants (en %)                                | 8       | 11,7     | 8,2            |

## Toponymie

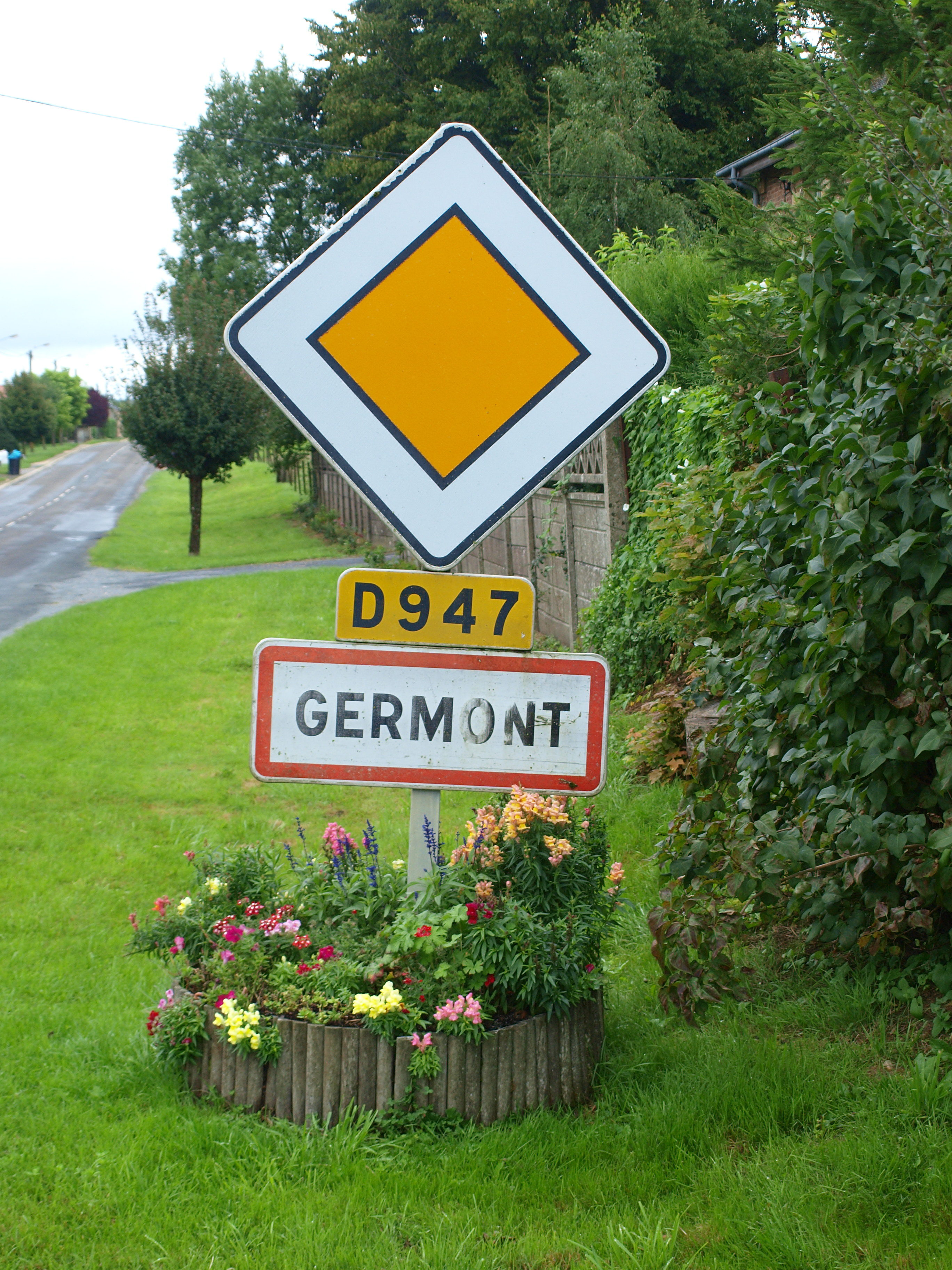
Entrée du village.

## Politique et administration

### Rattachements administratifs et électoraux

#### Rattachements administratifs
La commune se trouve dans l'arrondissement de Vouziers du département des Ardennes.
Elle faisait partie depuis 1801 du canton du Chesne. Dans le cadre du redécoupage cantonal de 2014 en France, cette circonscription administrative territoriale a disparu, et le canton n'est plus qu'une circonscription électorale.

#### Rattachements électoraux
Pour les élections départementales, la commune fait partie depuis 2014 du canton de Vouziers
Pour l'élection des députés, elle fait partie de la troisième circonscription des Ardennes.

### Intercommunalité
Germont est membre de la communauté de communes de l'Argonne Ardennaise, un établissement public de coopération intercommunale (EPCI) à fiscalité propre créé en 1997 et auquel la commune a transféré un certain nombre de ses compétences, dans les conditions déterminées par le code général des collectivités territoriales.

### Liste des maires
| Période                                  | Période                        | Identité         | Étiquette | Qualité               |
| ---------------------------------------- | ------------------------------ | ---------------- | --------- | --------------------- |
| Les données manquantes sont à compléter. |                                |                  |           |                       |
| 1879                                     |                                | Bertrand         |           |                       |
|                                          |                                |                  |           |                       |
| avant 1988                               |                                | André Béchard    |           |                       |
|                                          |                                |                  |           |                       |
| mars 2001                                | mars 2008                      | Geneviève Bouche |           |                       |
| mars 2008                                | 2014                           | Lionel Moreau    |           |                       |
| mars 2014                                | automne 2023                   | Isabelle Béchard |           | Employée de commerce. |
| novembre 20230                           | En cours (au 30 novembre 2023) | Mickaël Kmita    |           | Chauffeur             |

## Démographie

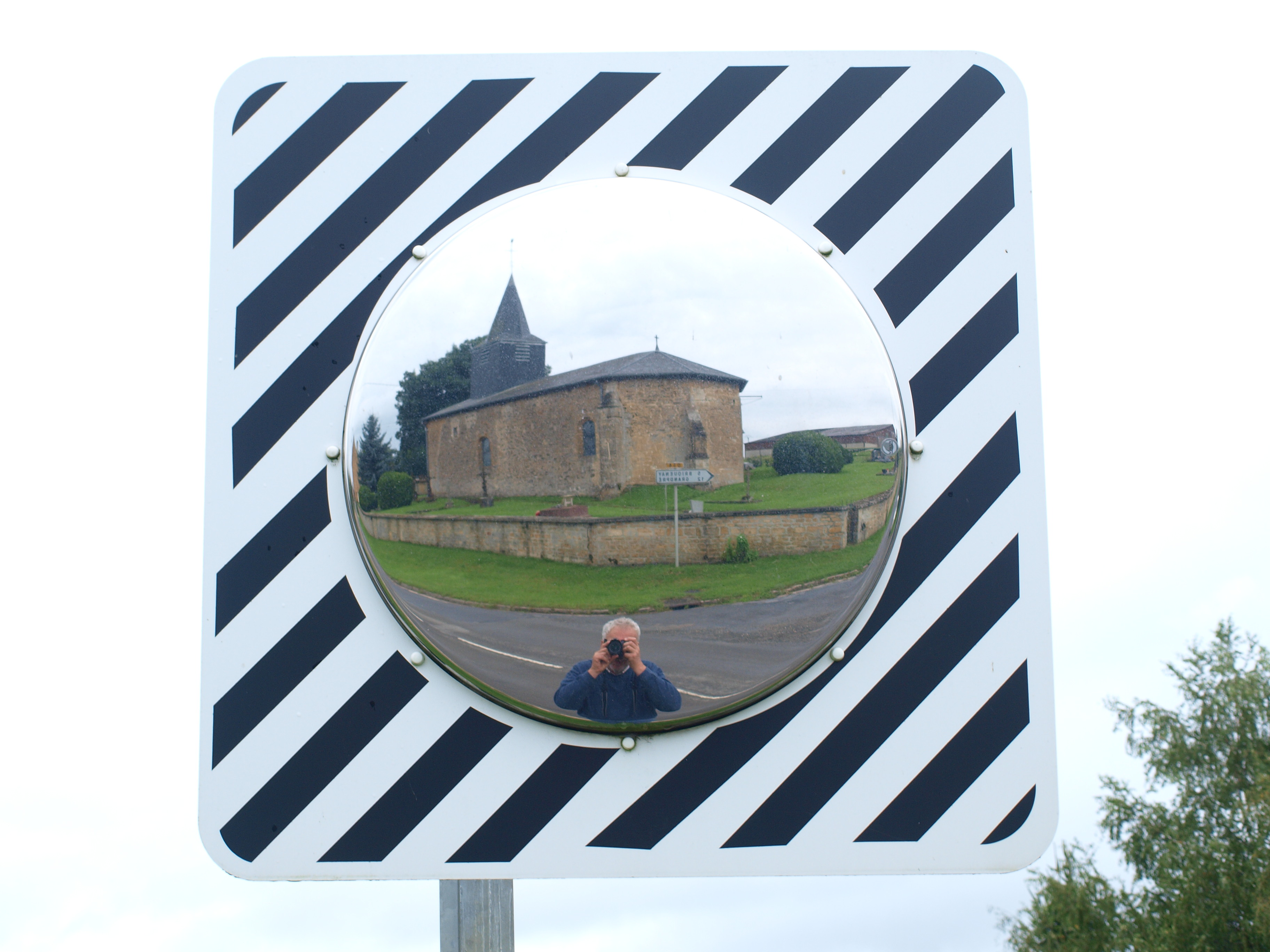
L'église de Germont vue d'un miroir routier

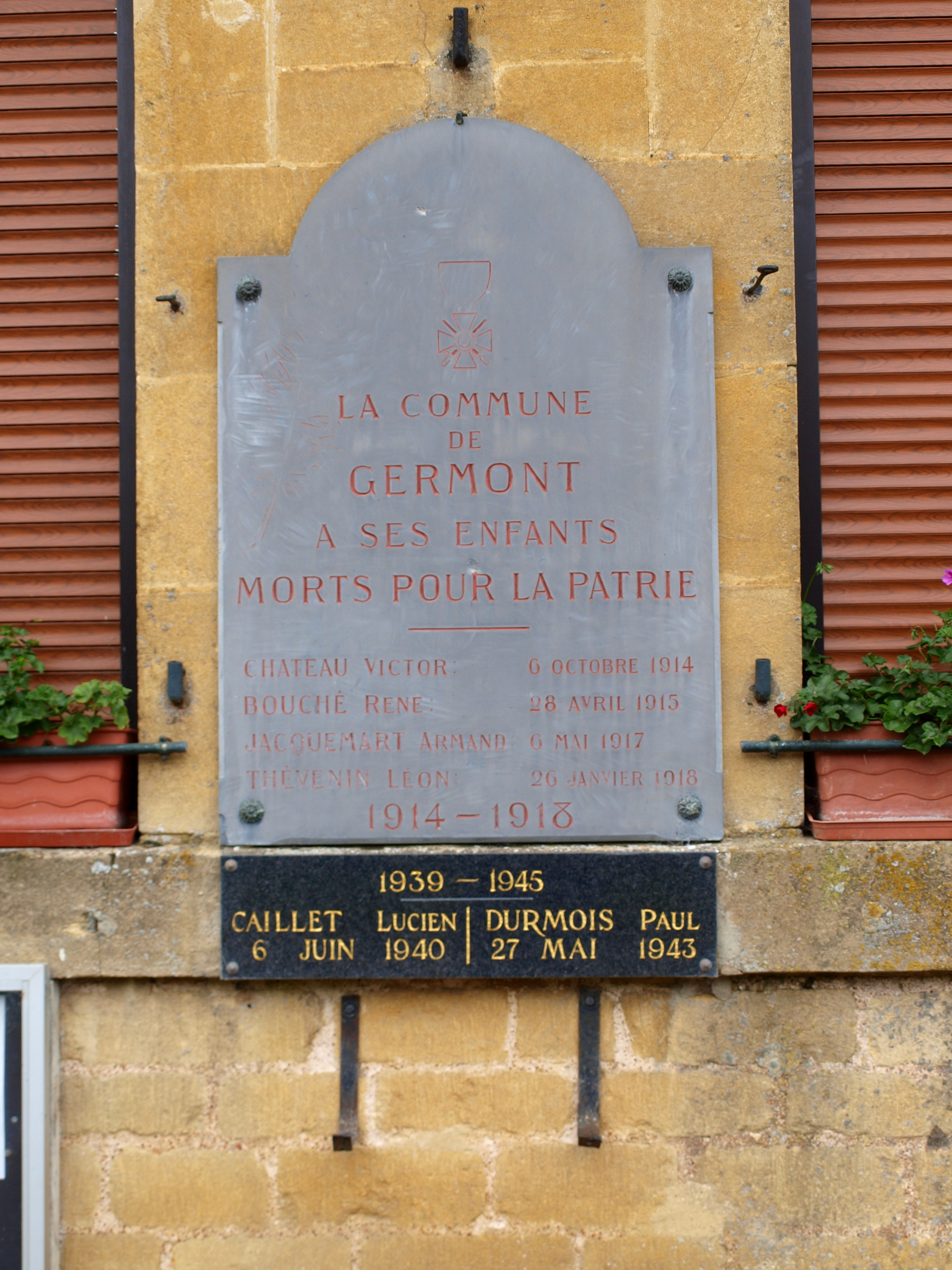
Monument aux morts.

L'évolution du nombre d'habitants est connue à travers les recensements de la population effectués dans la commune depuis 1793. Pour les communes de moins de 10 000 habitants, une enquête de recensement portant sur toute la population est réalisée tous les cinq ans, les populations de référence des années intermédiaires étant quant à elles estimées par interpolation ou extrapolation. Pour la commune, le premier recensement exhaustif entrant dans le cadre du nouveau dispositif a été réalisé en 2004.

En 2022, la commune comptait 51 habitants, en évolution de +8,51 % par rapport à 2016 (Ardennes : −2,97 %, France hors Mayotte : +2,11 %).
| 1793 | 1800 | 1806 | 1821 | 1831 | 1836 | 1841 | 1846 | 1851 |
| ---- | ---- | ---- | ---- | ---- | ---- | ---- | ---- | ---- |
| 141  | 144  | 154  | 146  | 157  | 183  | 185  | 195  | 177  |

| 1866 | 1872 | 1876 | 1881 | 1886 | 1891 | 1896 | 1901 | 1906 |
| ---- | ---- | ---- | ---- | ---- | ---- | ---- | ---- | ---- |
| 164  | 155  | 138  | 142  | 135  | 120  | 122  | 118  | 94   |

| 1911 | 1921 | 1926 | 1931 | 1936 | 1946 | 1954 | 1962 | 1968 |
| ---- | ---- | ---- | ---- | ---- | ---- | ---- | ---- | ---- |
| 92   | 80   | 75   | 78   | 71   | 52   | 58   | 50   | 61   |

| 1975 | 1982 | 1990 | 1999 | 2004 | 2006 | 2009 | 2014 | 2019 |
| ---- | ---- | ---- | ---- | ---- | ---- | ---- | ---- | ---- |
| 51   | 52   | 51   | 35   | 38   | 38   | 45   | 46   | 49   |

| 2022 | - | - | - | - | - | - | - | - |
| ---- | - | - | - | - | - | - | - | - |
| 51   | - | - | - | - | - | - | - | - |

## Culture locale et patrimoine

### Lieux et monuments
Petite église rurale placée sous le vocable de saint Nicolas.

### Personnalités liées à la commune
- Louis Paul de Beffroy (1737-1802), général des armées de la République, né à Germont et mort à Stenay (Meuse).

### Héraldique
| Blason de Germont | Blason  | De gueules au lion d’argent, au chef cousu de sable semé de feuilles de laurier d’or. |
| Blason de Germont | Détails | Le statut officiel du blason reste à déterminer.                                      |

## Pour approfondir